# Canvas／你好棒
《Canvas／你・好・棒♥》（日語：／羅馬拼音：／英文：Canvas／You Are Beau・ti・ful♥），日本男歌手平井堅的第28張單曲。2008年2月20日發行。

## 概述
- 平井堅首張雙主打單曲。
- 第七張專輯《FAKIN' POP》的先行單曲。
- 收錄生田斗真主演主演日劇《蜂蜜幸運草》主題歌。
- 收錄6首歌曲，為平井堅個人最多曲目的單曲，總收錄時間約30分鐘。
- 《Canvas記憶的畫布》以校園純愛為主題，音樂錄影帶亦回母校日本市立橫濱大學拍攝。

## 收錄曲
1. Canvas
  - 作詞、作曲：平井堅／編曲：富田惠一
  - 富士電視劇《蜂蜜幸運草》主題歌
2. 你・好・棒♥
  - 作詞、作曲：平井堅／編曲：AKIRA
  - 立頓「LIMONE」電視廣告曲
3. Cry & Smile!!
  - 作詞、作曲：平井堅／編曲：松浦晃久
  - 康寶杯湯 電視廣告曲
4. Canvas(piano version)
5. Canvas(Instrumental)
6. 你・好・棒♥(Instrumental)

## 外部連結
Sony Music的作品介紹
- 通常盤（页面存档备份，存于）